# Kirill Gourov
Pour les articles homonymes, voir Gourov.
Kirill Petrovitch Gourov (en russe : Кирилл Петрович Гуров), né le 6 mars 1918 à Moscou et décédé le 29 septembre 1994, est un physicien théoricien russe ayant travaillé dans le domaine de la physique statistique et des matériaux.

## Biographie
En 1944, il entre à l'Institut Baïkov de métallurgie et de science des matériaux pour une thèse de théorie cinétique appliquée aux systèmes quantiques sous la direction de Nikolaï Bogolioubov. Par la suite il fera toute sa carrière dans cet institut.
Il est connu pour ses travaux avec Nikolaï Bogolioubov sur la hiérarchie BBGKY pour les systèmes quantiques.
À l'institut Baïkov, Gourov travaille sur la diffusion et les changements de phase dans les alliages.
À partir du milieu des années 70 il travaille sur les matériaux de protection thermique pour la rentrée atmosphérique, les matériaux en faible gravité et fait partie du projet Apollo-Soyouz.

## Ouvrages
- (ru) K. P. Gurov, Foundations of the Kinetic Theory. Method of Nikolaï Bogolioubov, Nauka, 1966
- (ru) I. B. Borovski, K. P. Gurov et Yu E. Ugaste, Processus d'interdiffusion dans les alliages, Nauka, 1973